# For the Good of the Cause
For the Good of the Cause è un cortometraggio muto del 1915 diretto da Al Christie (con il nome Al E. Christie). Prodotto dalla Nestor e distribuito dall'Universal Film Manufacturing Company, aveva come interpreti Eddie Lyons, Victoria Forde e Stella Adams.

## Produzione
Il film fu prodotto dalla Nestor Film Company.

## Distribuzione
Distribuito dall'Universal Film Manufacturing Company, il film - un cortometraggio in una bobina - uscì nelle sale cinematografiche statunitensi il 5 gennaio 1915.